# Presbytis rubicunda
Il presbite marrone (Presbytis rubicunda (Müller, 1838)) è una specie di primate della tribù dei Presbytini originaria del Borneo. Ne vengono riconosciute cinque sottospecie, che differiscono tra loro principalmente per il colore della pelliccia. La sottospecie nominale, P. r. rubicunda, è diffusa nella parte sud-orientale dell'isola a sud del fiume Mahakam e ad est del fiume Barito. Il suo areale copre quindi all'incirca la provincia indonesiana di Kalimantan Selatan e la metà meridionale di quella di Kalimantan Timur. P. r. carimatae vive nell'isola di Karimata, P. r. chrysea in un'area molto piccola dello stato malese di Sabah vicino a Kinabatangan. L'areale di P. r. ignita si trova nel Sarawak ad est del Sungai Baram e nel Kalimantan a sud del Kapuas e quello di P. r. rubida a sud del Kapuas e ad ovest del Barito.

## Descrizione
La caratteristica principale del presbite marrone, alla quale la specie deve il nome, è il mantello di colore rossastro o arancione, leggermente più chiaro sul ventre e leggermente più scuro sulle mani e sui piedi rispetto al resto del corpo. La colorazione della pelliccia varia da una sottospecie all'altra: marrone castano in P. r. rubicunda, rosso mattone in P. r. carimatae, rossastro-dorata in P. r. chrysea, rosso volpe in P. r. ignita; la pelliccia di P. r. rubida è di colore simile a quella di P. r. rubicunda, ma presenta una sfumatura giallastra e mani e piedi sono solo leggermente più scuri. È un primate piccolo e snello con zampe posteriori relativamente lunghe e una coda più lunga del corpo. Raggiunge una lunghezza testa-tronco di 44–58 cm e ha una coda lunga 63–80 cm. I maschi sono leggermente più grandi: pesano infatti 6-7 chilogrammi, contro i 5,5–6 kg delle femmine. La testa è caratterizzata dal muso largo e dal ciuffo di peli sulla sommità presente in tutte le specie di presbiti. La pelle glabra della faccia è grigio-blu, il labbro inferiore e il mento sono rosa.

## Biologia
I presbiti marroni si trovano solo nel Borneo e nelle isole minori al largo, come Karimata. Il loro habitat è costituito da foreste primarie e secondarie, foreste galleria e foreste torbiere. La specie si trova per lo più ad altitudini inferiori a 1200 metri e quasi mai ad altitudini superiori a 2000 metri.
Come tutte le scimmie del Vecchio Mondo, i presbiti marroni sono diurni e vivono principalmente sugli alberi. Vivono in gruppi che possono contare fino a 13 esemplari composti da un maschio, da diverse femmine e dalla loro prole. Gli altri maschi conducono un'esistenza solitaria o formano gruppi di scapoli. Il territorio di ogni gruppo viene rivendicato da forti urla che risuonano come ka-ka-ka-ka-ka-ka-ka-ka e possono essere udite a centinaia di metri di distanza. Tuttavia, fatta eccezione per l'area centrale, i territori, che occupano una superficie variabile da 30 a 90 ettari, possono sovrapporsi. La dieta di questi animali è costituita da foglie giovani (per oltre un terzo), semi (ca. il 30%), frutti (ca. il 20%), fiori (ca. il 10%) e insetti (meno del 2,5%). I presbiti marroni possono riprodursi in ogni periodo dell'anno. I piccoli, che alla nascita sono di colore bianco, vengono svezzati dopo circa 15 mesi. Le femmine raggiungono la maturità sessuale all'età di due anni.

## Tassonomia
Il presbite marrone venne descritto come Semnopithecus rubicunda dal naturalista tedesco Salomon Müller nel 1838. I suoi parenti più stretti all'interno del genere Presbytis non sono gli altri quattro presbiti del Borneo, ma il presbite grigio di Giava (P. comata) e alcune specie che vivono a Sumatra: il presbite bianconero (P. bicolor), il presbite di Sumatra (P. melalophos), il presbite dalla mitria (P. mitrata) e il presbite nero (P. sumatrana).
Come è già stato detto, vengono riconosciute cinque sottospecie:
- P. r. carimatae Miller, 1907;
- P. r. chrysea Davis, 1962;
- P. r. ignita Dollman, 1909;
- P. r. rubicunda (Müller, 1838);
- P. r. rubida (Lyon, 1911).

## Conservazione
Pur essendo più comune rispetto ad altri primati del Sud-est asiatico, la IUCN classifica questa specie come vulnerabile. Questo vale però solo per le sottospecie P. r. rubicunda, P. r. ignita e P. r. rubida, che si trovano anche in numerose aree protette. P. r. carimatae è considerata in pericolo di estinzione e P. r. chrysea è troppo poco conosciuta per valutarne lo stato di conservazione: all'interno del loro areale, inoltre, non sono presenti nemmeno aree protette.